# Dourdain
Dourdain település Franciaországban, Ille-et-Vilaine megyében. Lakosainak száma 1225 fő (2022. január 1.). Dourdain La Bouëxière, Liffré, Livré-sur-Changeon és Val-d’Izé községekkel határos.

## Népesség
A település népességének változása:
| Lakosok száma | 680  | 560  | 594  | 927  | 1108 | 1148 | 1159 | 1195 | 1212 | 1225 |
|               | 1968 | 1982 | 1990 | 2006 | 2013 | 2015 | 2017 | 2019 | 2020 | 2022 |